# Marsupella ramosa
Marsupella ramosa ist eine Moosart der Ordnung Jungermanniales. Die Art ist vermutlich eine polyploide Sippe von Marsupella funckii.

## Merkmale
Die Stämmchen bilden zahlreiche Stolonen und sind reich verästelt. Sie bilden dichte, schwarze, polsterförmige Rasen von bis zu 2,5 Zentimeter Höhe. Die Blätter sind kahnförmig, ausgebreitet sind sie breit-eiförmig bis quadratisch. Auf einem Viertel bis Drittel der Länge sind sie eingeschnitten, es entstehen zwei zugespitzte, leicht einwärts gekrümmte Lappen. In der Blattmitte sind die Zellen 20 bis 25 × 25 bis 30 Mikrometer groß, die Ecken sind dreieckig verdickt. Ein Perianth ist vorhanden.

## Verbreitung und Standorte
Die Art kommt in der Slowakei sowie in Deutschland im Allgäu und am Feldberg (Schwarzwald) vor. Sie wächst auf kalkfreien Böden und in Felsspalten.

## Belege
- Jan-Peter Frahm, Wolfgang Frey, J. Döring: Moosflora. 4., neu bearbeitete und erweiterte Auflage (UTB für Wissenschaft, Band 1250). Ulmer, Stuttgart 2004, ISBN 3-8001-2772-5 (Ulmer) & ISBN 3-8252-1250-5 (UTB).